# Campamento (Kolumbia)
Campamento – miasto w Kolumbii, w departamencie Antioquia.